# Ojkovica
Ojkovica (izvirno srbsko Ојковица) je naselje v Srbiji, ki upravno spada pod Občino Nova Varoš; slednja pa je del Zlatiborskega upravnega okraja.

## Demografija
V naselju živi 255 polnoletnih prebivalcev, pri čemer je njihova povprečna starost 50,0 let (46,7 pri moških in 53,1 pri ženskah). Naselje ima 105 gospodinjstev, pri čemer je povprečno število članov na gospodinjstvo 2,76.
To naselje je popolnoma srbsko (glede na rezultate popisa iz leta 2002), a v času zadnjih treh popisov je opazno zmanjšanje števila prebivalcev.
|  |

| Demografija | Demografija     | Demografija     |
| Leto        | Št. prebivalcev | Št. prebivalcev |
| ----------- | --------------- | --------------- |
|             |                 |                 |
|             |                 |                 |
|             |                 |                 |
|             |                 |                 |
| 1948        | 929             |                 |
| 1953        | 954             |                 |
| 1961        | 953             |                 |
| 1971        | 749             |                 |
| 1981        | 521             |                 |
| 1991        | 406             | 406             |
| 2002        | 290             | 290             |
|             |                 |                 |

| Etnična sestava po popisu iz leta 2002 | Etnična sestava po popisu iz leta 2002 | Etnična sestava po popisu iz leta 2002 | Etnična sestava po popisu iz leta 2002 | Etnična sestava po popisu iz leta 2002 |
| -------------------------------------- | -------------------------------------- | -------------------------------------- | -------------------------------------- | -------------------------------------- |
| Srbi                                   | Srbi                                   |                                        | 290                                    | 100,0%                                 |
| Neznano                                | Neznano                                |                                        | 0                                      | 0,0%                                   |